# Distretto di Mancos
Il distretto di Mancos è un distretto del Perù nella provincia di Yungay (regione di Ancash) con 7.180 abitanti al censimento 2007 dei quali 2.182 urbani e 4.998 rurali.
È stato istituito il 2 gennaio 1857.